# Lipromorpha inexpectata
Lipromorpha inexpectata là một loài bọ cánh cứng trong họ Chrysomelidae. Loài này được Komiya miêu tả khoa học năm 2006.